# Menkia celleneuva
Menkia celleneuva ist eine ausgestorbene Schnecken-Art aus der Familie der Mulmnadeln (Aciculidae) in der Ordnung der Architaenioglossa („Alt-Bandzüngler“). Bisher ist die Art nur von einem einzigen Fundort pliozänen Alters in Südfrankreich bekannt geworden.

## Merkmale
Das sehr schlank-kegelförmige bis fast zylindrische Gehäuse misst 1,85 bis 2,2 mm in der Höhe und 0,6 bis 0,7 m in der Breite. Es hat 5¾ bis 6 Windungen mit einer tiefen Naht. Die Umgänge haben aber unterhalb der Naht weder eine Kante noch ist ein Nahtfaden vorhanden. Die Mündung steigt am vorletzten Umgang sehr wenig an. Die Oberfläche des Protoconchs ist glatt. Die darauf folgenden Umgänge haben schwache radiale Rinnen, die in unregelmäßigen Abständen aufeinander folgenden radialen Rinnen und eher den Eindruck von unregelmäßigen Zuwachsabschnitten erwecken. Sie werden gekreuzt von feinen Spirallinien. Auf dem vorletzten Umgang sind es etwa 25 Spirallinien, die bei schrägem Licht gut sichtbar sind. Die Mündung ist in der Frontalansicht abgerundet rhombisch. Der Mündungsrand ist in der Seitenansicht mittig sehr leicht konvex gewölbt. Es ist aber kein Sinulus nahe der Naht vorhanden. Der Parietalkallus ist dünn und kaum sichtbar, eine Angularis fehlt. Der Mundsaum ist innen nur wenig verdickt; er ist zum Nabel hin erweitert und im Nabelbereich schmal umgeschlagen. Er legt sich als schmaler Nabelkallus über den Nabel. Ein Nackenwulst fehlt.

### Ähnliche Arten
Bei Menkia celleneuva stehen die Spirallinien dichter zusammen als bei der rezenten Art Menkia horsti. Außerdem sind die Radialrillen bei Menkia celleneuva im Vergleich zu Menkia horsti etwas schwächer ausgebildet.

## Geographische Verbreitung und Alter
Menkia celleneuva ist bisher nur vom Fundpunkt Celleneuve, Département Hérault, Frankreich bekannt. Das Alter wurde von den Erstbeschreibern recht grob mit Pliozän angegeben. Das Alter der Lokalität ist mittlerweile durch Säugetier-Fossilien genauer datiert. Sie stammen aus der Zone MN 14 des Unteren Ruscinium. Das Ruscinium ist eine regionale Stufe aus dem terrestrischen Neogen Europas und wird heute mit den globalen Stufen des Zancleum und dem untersten Piacenzium korreliert. Die Zone MN14 entspricht in absoluten Zahlen etwa dem Zeitraum von 4,7 bis 4,2 Millionen Jahre vor heute.

## Taxonomie
Das Taxon wurde 1985 von Hans D. Boeters, Edmund Gittenberger und Péter Subai erstmals beschrieben. Seither sind keine neue Funde gemacht worden.

## Belege

### Online
- Animal Base: Species summary for Menkia celleneuva Boeters, Gittenberger & Subai, 1985